# Portet-sur-Garonne

Portet-sur-Garonne este o comună în departamentul Haute-Garonne din sudul Franței. În 2009 avea o populație de 9.597 de locuitori.

## Evoluția populației
| An        | 1975  | 1982  | 1990  | 1999  | 2006  | 2009  |
| --------- | ----- | ----- | ----- | ----- | ----- | ----- |
| Populație | 6.014 | 6.872 | 8.030 | 8.733 | 9.763 | 9.597 |